# Violeta Zúñiga
Violeta Zúñiga Peralta (Zúñiga, provincia de Colchagua, 12 de abril de 1933-2 de febrero de 2019) fue una activista de los derechos humanos chilena que formó parte de la Agrupación de Familiares de Detenidos y Desaparecidos desde la Dictadura Militar de Chile (1973-1990) hasta el día de su fallecimiento; a su vez fue miembro del conjunto folclórico de la misma agrupación. Participó más de cien veces en la presentación de la obra de arte La cueca sola, en la que participó como bailarina.

## Biografía
Nace el 12 de abril de 1933 en el pueblo de Zúñiga, antigua provincia de Colchagua, Chile. Vivió allí con sus padres hasta la edad de 13 años, en que emigra hacia la capital de Santiago, allí conoce al que sería su único compañero de vida, Pedro Silva, detenido desaparecido desde el 9 de agosto de 1976.
El perro de Zúñiga, 'Garzón', fue nombrado así en honor del abogado español Baltasar Garzón que promovió el juicio en contra de Augusto Pinochet.

## Activismo por los Derechos Humanos
Desde que toman preso a su compañero, Violeta comienza una incansable búsqueda de su paradero, acudiendo a diversas instancias pro Derechos Humanos que se oponían a la Dictadura y ayudaban a las víctimas, entre ellas la Vicaría de la Solidaridad, allí conoce a otras mujeres en la misma situación y deciden formar la Agrupación de Familiares de Detenidos Desaparecidos, allí forma junto a otras integrantes el Conjunto folclórico de la Agrupación, quienes se destacan por la creación original de la obra de la Cueca Sola.
Sin embargo, debido a que sufrió de amenazas, violencia física y detenciones, Zúñiga tuvo que salir del país en dos ocasiones.
Junto a la Agrupación de Familiares de Detenidos Desaparecidos y el grupo de Mujeres por la vida (junto a Diamela Eltit y Lotty Rosenfeld, entre otras) planifica y ejecuta una serie de acciones de protesta, entre las cuales estuvieron el encadenamiento al ex Congreso Nacional y diversas marchas pacíficas.

### No me olvides
Una manifestación similar al «Siluetazo» de Argentina, se realizó en Chile organizada por el colectivo Mujeres por la vida; esta agrupación, que se formó en 1983 a partir de la inmolación de Sebastian Acevedo, organizó una serie de intervenciones en el espacio público, en breves pero significativos gestos que llamaban “acciones relámpago”;  interrumpían la cotidianidad para denunciar la censura, la desaparición y pedir el fin de la dictadura. 

“En ocasiones las acciones consistían sólo en reunirse y cantar el Himno Nacional en espacios de alta densidad simbólica, en otras arrojaban papeles con textos alusivos a la lucha antidictatorial, usualmente escritos por Diamela Eltit  , rodeaban tomadas de la mano edificios públicos, o se cantaba el himno a la alegría mientras algunas pintaban el signo NO +” , todas las intervenciones eran reprimidas rápidamente por carabineros y sus carros lanza aguas. Por lo que “convocaron a la población general a la Jornada por el Derecho a la Democracia (20 de marzo de 1986). El acto tuvo como ejes convocantes los siguientes:
-Derecho a voto
-Derecho a reunión
-Derecho a expresión
-Derecho a huelga de dueñas de casa"

## La Cueca Sola
La cueca sola es una obra de arte original del conjunto folclórico de la Agrupación de Familiares de Detenidos Desaparecidos, creada por Gala Torres, quien es la autora de la letra y la música. En el baile nacional de la cueca, una pareja asemeja el cortejo entre un gallo y una gallina, en el baile de la Cueca Sola, la bailarina siempre se encuentra sola, de esta manera simboliza la ausencia del compañero detenido desaparecido.

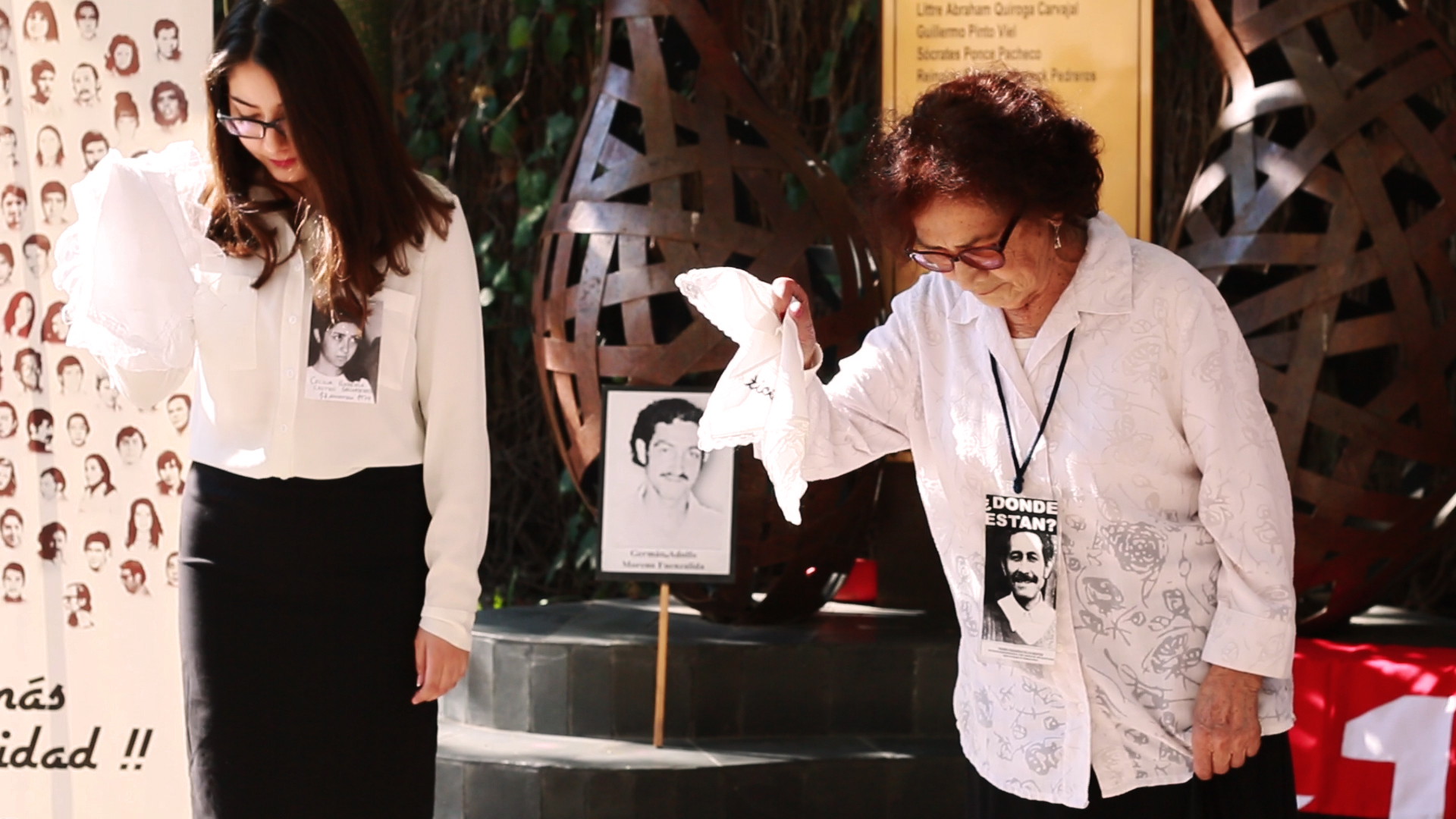
Violeta Zúñiga bailando al Cueca Sola, junto a Sofia Ureta, en un acto que conmemora a los 119 desaparecidos en la Facultad de Derecho de la Universidad de Chile.

La obra se estrenó el 8 de marzo de 1978, en el acto realizado en el Teatro Caupolicán, para conmemorar el Día Internacional de la Mujer, en plena dictadura militar, sirviendo como método de protesta y visualización del problema de los detenidos desaparecidos. Ha sido mostrada más de cien veces desde su estreno, participando de muchas de las reuniones masivas en contra de la dictadura y después de ella, en fechas especiales como la conmemoración del golpe de Estado del 11 de septiembre, el Día internacional de los Derechos Humanos el 10 de diciembre y el Día Internacional de las Víctimas de Desapariciones Forzadas el 29 de agosto. A través de su repetición e insistencia es un ejercicio de memoria que genera conciencia sobre la violación a los Derechos Humanos.
Violeta Zúñiga ha bailado la cueca por varias décadas, incluyendo enfrente del Palacio de La Moneda.
La letra retrata la triste condición de espera de los familiares:
| Letra de la Cueca Sola de Gala Torres |
| En un tiempo fui dichosa apacibles eran mis días, mas llegó la desventura perdí lo que más quería. Me pregunto constante, ¿dónde te tienen? Y nadie me responde, y tú no vienes. Y tú no vienes, mi alma, larga es la ausencia, y por toda la tierra pido conciencia. Sin ti, prenda querida, triste es la vida. |

## Homenaje de Sting
El cantante Sting realizó un homenaje a la Cueca Sola con la canción They dance alone en 1987, en la que participó Violeta Zúñiga entre las bailarinas. Asimismo, la canción fue presentada en el concierto de Amnistía en 1990.